# Cratere Blackburne
Blackburne è un cratere sulla superficie di Venere. Il cratere è intitolato alla biologa britannica Anna Blackburne.